# Brejo Santo
Brejo Santo là một đô thị thuộc bang Ceará, Brasil. Đô thị này có diện tích 661,959 km², dân số năm 2007 là 39238 người, mật độ 59,28 người/km².